# Divadlo Cuvilliés
Divadlo Cuvilliés (Cuviliés-Theater, původně Residenztheater) v Mnichově je nejvýznamnější rokokové divadlo v Německu. Před druhou světovou válkou se nacházelo na místě, kde dnes stoji Residenztheater. Nyní se nachází v lékárenské části mnichovské rezidence. Vedle bohatých pokojů v rezidenci a v loveckém zámku Amalienburg v zámeckém parku Nymphenburg („Schlosspark Nymphenburg") je jednou z nejvýznamnějších staveb Françoise de Cuvilliés.

## Historie
Důvodem stavby byl požár v rezidenci od 4. do 5. března 1750, který zničil tamní divadlo. To mělo být nahrazeno zcela novým divadlem jinde. Kurfiřt Maxmilian III. Joseph pověřil v roce 1750 svého dvorního stavitele, Francoise Cuvilliese staršího, postavením nové budovy a o tři roky později, dne 12. října 1753, bylo rokokové divadlo otevřeno. Uvedena byla Ferrandiniho opera seria Catone in Utica. Se svým otáčivým jevištěm a přestavitelnou podlahou pro slavnostní příležitosti byla nová budova opery také přiměřeně technicky vybavená. Původně byla určena pouze pro panovnický dvůr, ale po uzavření starého operního domu na Salvátorském náměstí v roce 1799, ji kurfiřt přeměnil na Dvorní a národní divadlo („Hof- und Nationaltheater") a zpřístupnil ji lidu. Při požáru v roce 1817 bylo divadlo Cuvilliés poškozeno, takže v roce 1823 byla nezbytná jeho rekonstrukce. V roce 1831 se král Ludvík I. Bavorský rozhodl divadlo definitivně uzavřít. Od roku 1834 bylo používáno již jen jako skladiště pro kulisy Národního divadla. Ludvíkův nástupce Maxmilián II. Bavorský nechal pak budovu opravit a znovu ji otevřel v listopadu 1857. V následujících letech se jako výrazná osobnost objevil herec a režisér Ernst von Possart. Uváděl zde v letech po roce 1890 Mozartovy opery v jejich původní formě, jako 15. února 1895 Figarovu svatbu. Při novém nastudování Dona Giovanniho dne 29. května 1896 bylo poprvé použito otočné jeviště. Později byly každoroční součástí programu díla od Ludwiga Thomy. V roce 1921 zde byla premiéra veselohry Der Schwierige od Huga von Hofmannsthala s Gustavem Waldau a Elisabeth Bergner. V repertoáru zůstala až do roku 1932. Do dvacátých let bylo obvyklé, že ministerstvo pozvalo na premiéru některou z mnichovských osobností. Až do druhé světové války se divadlo nacházelo na severovýchodě náměstí Max-Joseph-Platz, tam kde dnes stojí nové divadlo Residenztheater.
K novému uzavření divadla došlo začátkem roku 1944. Celé vybavení bylo demontováno a přeneseno na dvě různá místa mimo město, aby bylo v bezpečí před leteckými nálety během druhé světové války. Při náletu 18. března byla budova divadla zničena. Na jeho základech byl po válce v letech 1948 až 1951 postaven Residenztheater.
Staré divadlo Cuvilliés bylo pak v letech 1956 až 1958 znovu vybudováno v lékárenské části rezidence jako mladší divadlo Cuvilliés, a to v původním rokokovém stylu podle výkresů ze sbírky materiálů École Bavaroise de l'Architecture. Hlediště bylo z velké části rekonstruováno podle originálu s pomocí dílů zachráněných před zničením válkou. Při 800. výročí Mnichova 14. června 1958 bylo divadlo znovu otevřeno uvedením Mozartovy opery Figarova svatba.
V důsledku sanačních prací bylo v roce 2004 opět uzavřeno, o čtyři roky později, 14. června 2008, k 850. výročí města Mnichova, opět ve své staré kráse otevřeno premiérou nového nastudování Mozartovy opery Idomeneo. Dirigentem byl Kent Nagano.
Divadlo je možné navštívit, prohlídky se konají každý den. V divadle už však nehraje pravidelně jako dříve Bavorská státní opera, ale slouží jako scéna divadla Residenztheater (činohra). Konají se zde i vystoupení operního studia mladých adeptů Bavorské státní opery. Je také využíváno jako muzeum a pro mnoho dalších akcí. Jeho využívání je v rukou Bavorské správy státních zámků, zahrad a jezer. („Bayerische Verwaltung der staatlichen Schlösser, Gärten und Seen").

## Vnitřní architektura
Divadlo je vyzdobeno v červené a zlaté barvě. Má čtyři patra, každé se čtrnácti lóžemi, obklopují přízemí ve tvaru podkovy. Zvláštní pozornost zasluhuje kurfiřtská lóže, která přes dvě střední patra směřuje k jevišti. Je podepřena dvěma atlanty, kteří tvoří vchod. V prvním patře mají pak karyatidy jako své protějšky. Naproti kurfiřtské lóži je nad jevištěm erb kurfiřta Maxmiliána III. Josefa a jeho manželky Marie Anny von Sachsen und Polen. Tehdejší rozvrstvení společnosti se odráží v různém vyzdobení jednotlivých řad. Kurfiřtská lóže je uměleckým centrem prostoru. Přilehlé lóže v první řadě byly určeny pro vysokou šlechtu a jsou tudíž také bohatě zdobené. Nádhera výzdoby se postupně zmenšuje ve druhém a třetím pořadí, kde byla místa pro nižší šlechtu a soudní úředníky. Relativně jednoduchý parter byl vyhrazen pro městskou aristokracii.

## Galerie

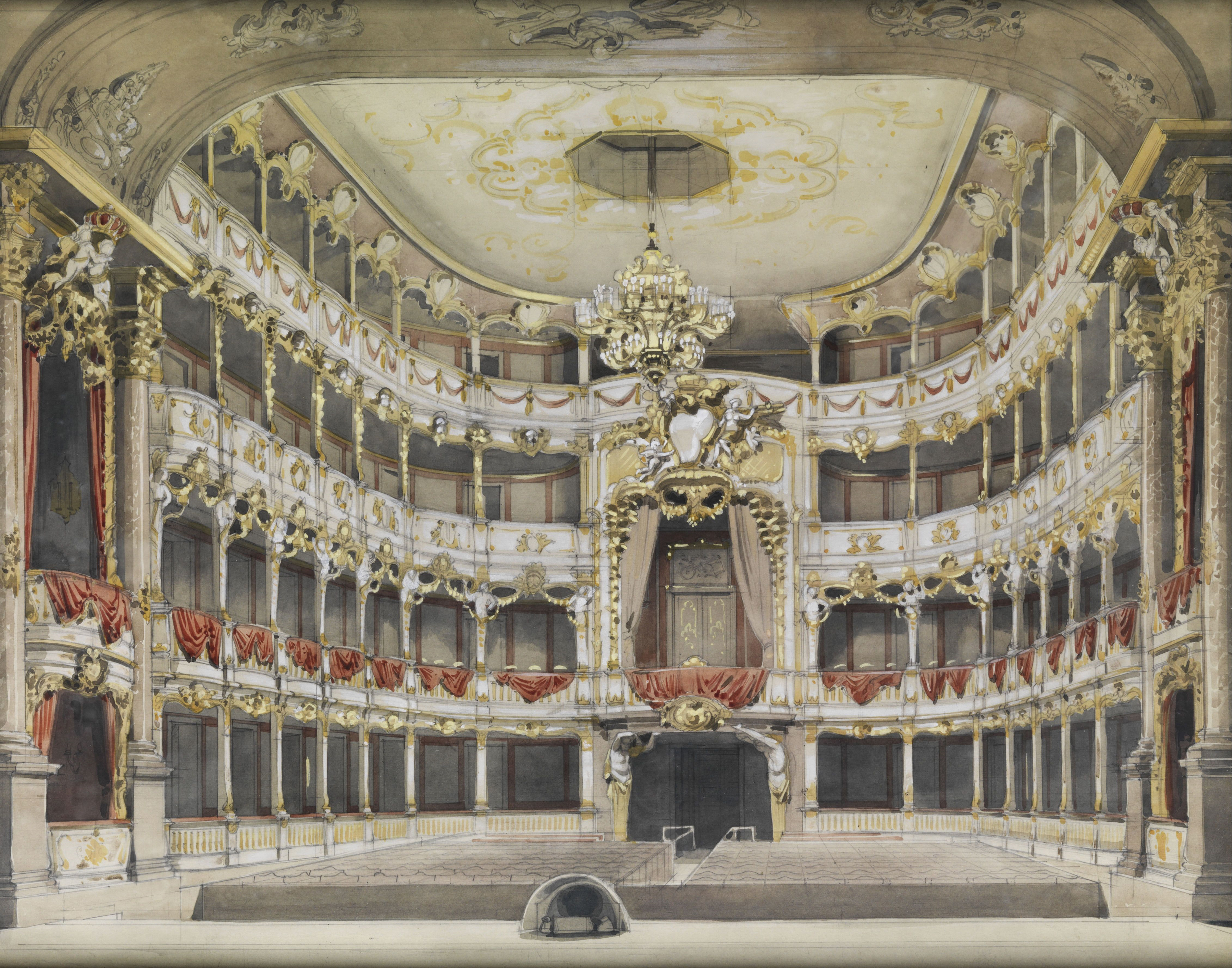
Staré divadlo Cuvilliés,19. stol. (Altes Residenztheater)
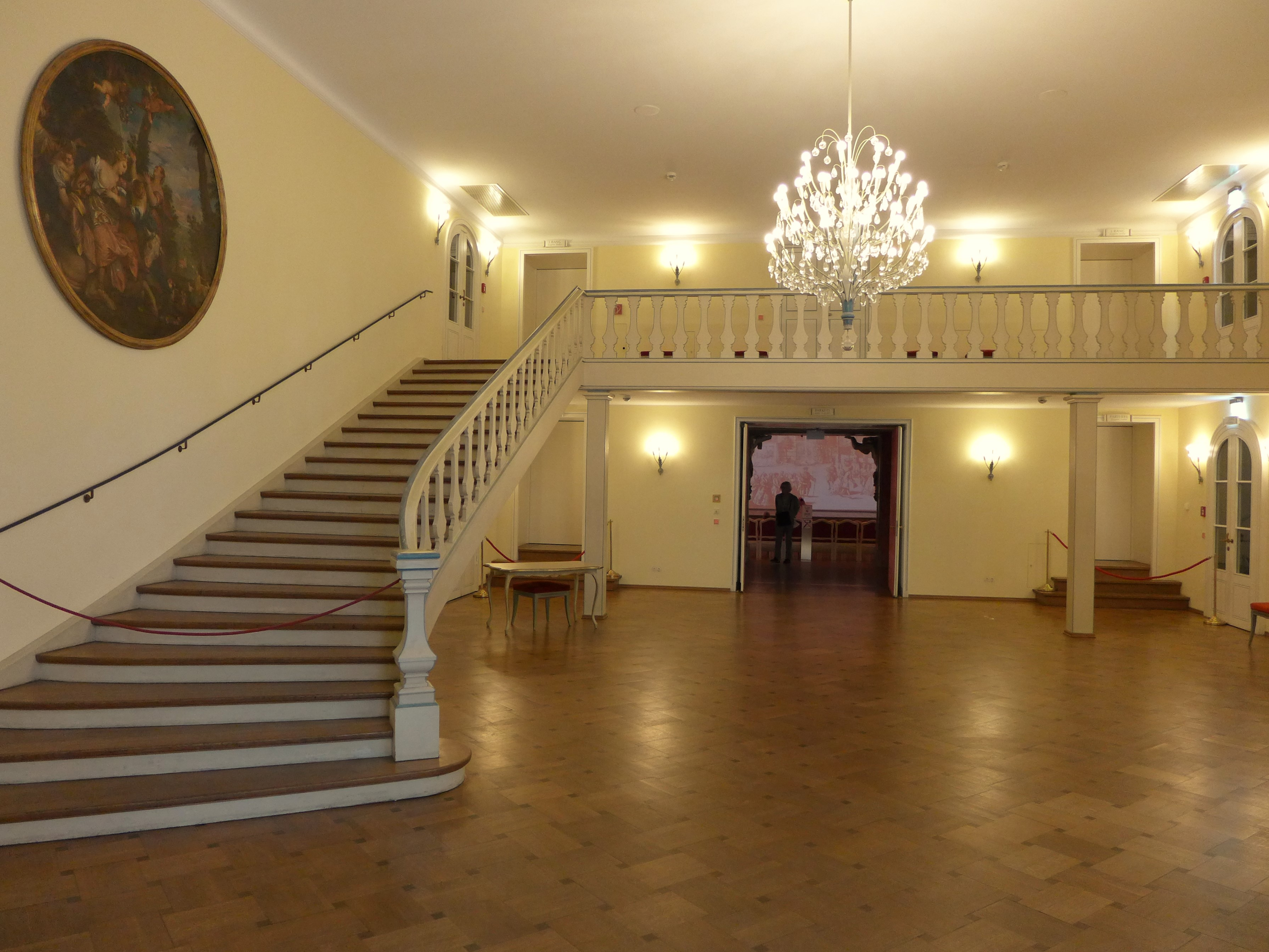
Divadlo CuvilliésTheater (foyer)
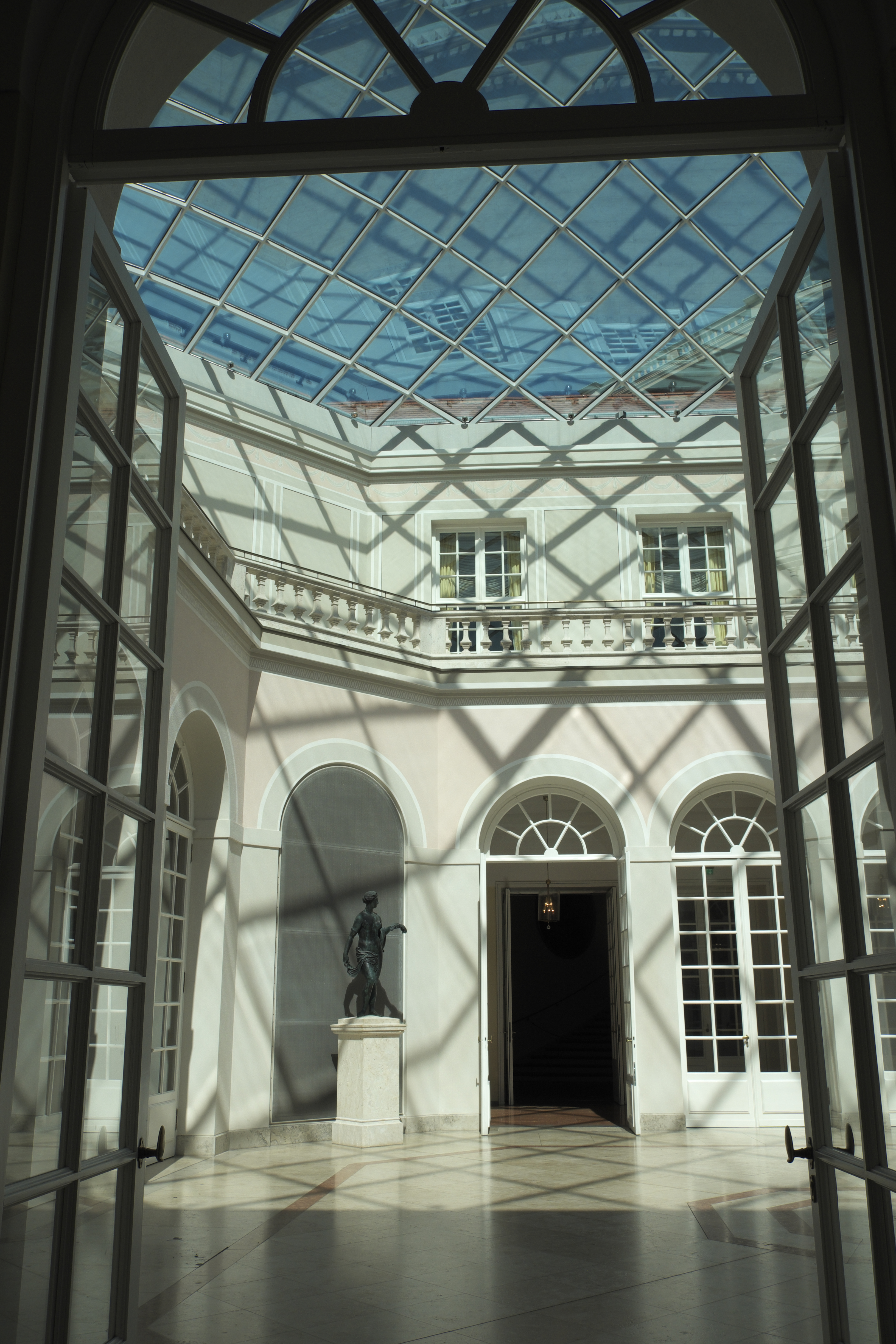
Vchod do divadla
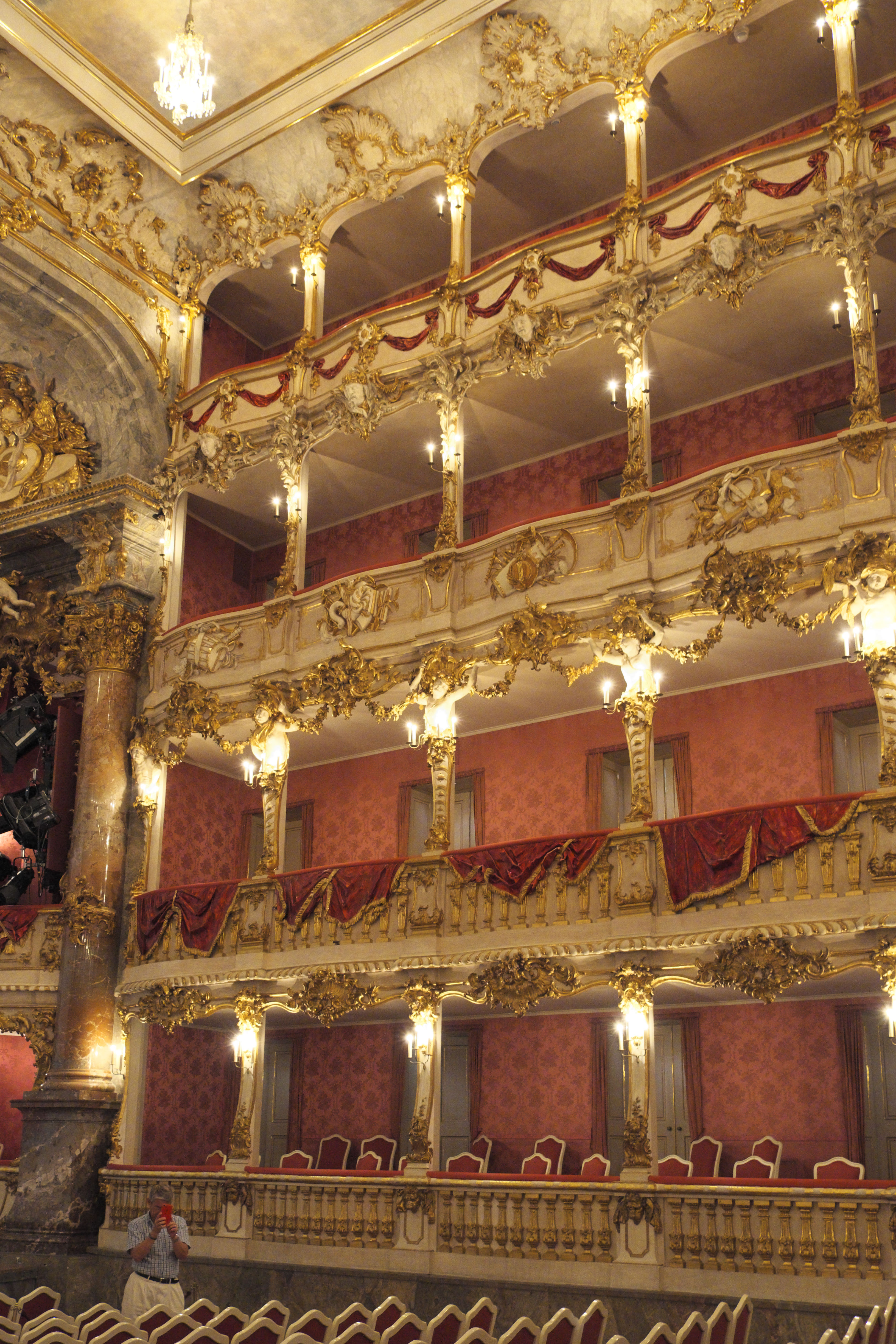
Čtyři patra divadla

## Světové premiéry
- 2. říjen 1753, Catone in Utica, Giovanni Battista Ferrandini a Metastasio (Residenztheater)
- 29. leden 1781, Idomeneo, Wolfgang Amadeus Mozart a Giambattista Varesco (Residenztheater)
- 1. únor 1782, Semiramide, Antonio Salieri a Metastasio (Residenztheater)
- 27. leden 1807, Iphigenie in Aulis, Franz Danzi and Karl Reger (Residenztheater)
- 4. červen 1811, Abu Hassan, Carl Maria von Weber a Franz Carl Hiemer (Residenztheater)
- 23. prosinec 1812, Jephtas Gelübde, Giacomo Meyerbeer a Aloys Schreiber (Residenztheater)
- 9. listopad 1817, Teolinde, Giacomo Meyerbeer (Residenztheater)
- 28. červen 2000, KANON für geschlossene Gesellschaft, Ruedi Häusermann (Cuvilliés Theater)
- 27. červen 2002, K-projekt 12/14, Hans-Jürgen von Bose (podle novely Franze Kafky Proměna) (Cuvilliés Theater)
- 17. červenec 2003, Das Gesicht im Spiegel, Jörg Widmann a Roland Schimmelpfennig (Cuvilliés Theater)